# Syzygium ramosissimum
Syzygium ramosissimum är en myrtenväxtart som först beskrevs av Carl Ludwig von Blume, och fick sitt nu gällande namn av Nambiyath Puthansurayil Balakrishnan. Syzygium ramosissimum ingår i släktet Syzygium och familjen myrtenväxter. Inga underarter finns listade i Catalogue of Life.